# Zapfenkopf

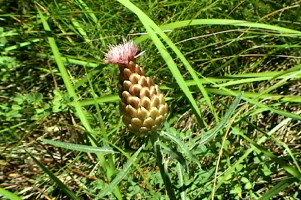
Zapfenkopf (Rhaponticum coniferum)

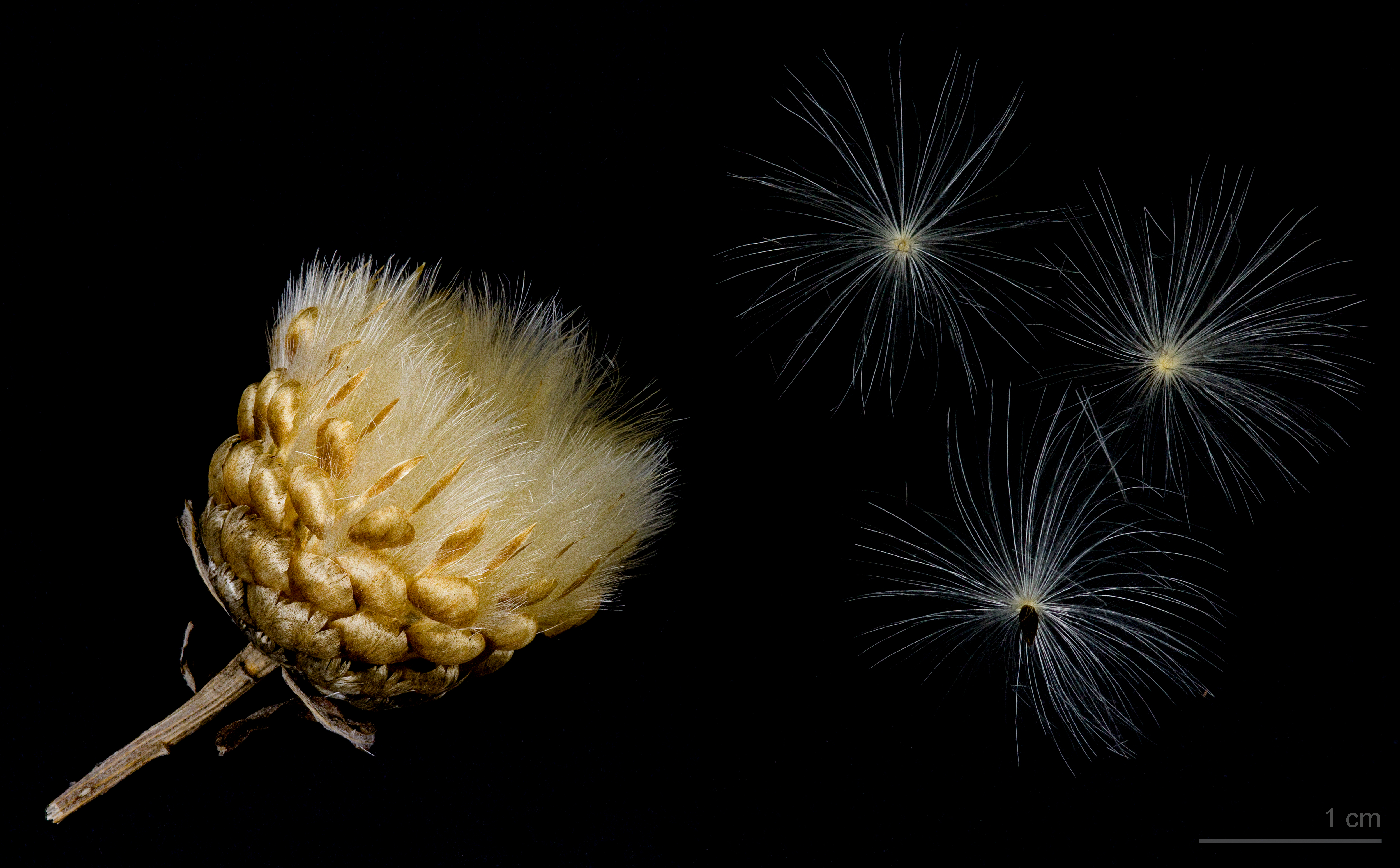
Rhaponticum coniferum, Fruchtstand und Achänen

Die Zapfenkopf (Rhaponticum coniferum, Syn.: Leuzea conifera (L.) DC., Centaurea conifera L.) ist eine Pflanzenart aus der Gattung Bergscharten (Rhaponticum) in der Familie der Korbblütler (Asteraceae).

## Merkmale
Der Zapfenkopf ist eine immergrüne, ausdauernde krautige Pflanze, die Wuchshöhen von 5 bis 30, selten bis 40 Zentimeter erreicht. Die spinnwebig-filzig behaarte Pflanze ist stängellos oder der Stängel ist weniger als 40 Zentimeter lang. Die Blattoberseite ist grünlich, die Blattunterseite weiß. Die unteren Laubblätter sind lanzettlich, unzerteilt oder fiederspaltig, 3 bis 15 Zentimeter lang und 0,7 bis 2 Zentimeter breit.
Die körbchenförmigen Blütenstände stehen einzeln endständig auf den Stängeln. Die eiförmige Blütenstandshülle weist eine Länge von 3 bis 5 Zentimeter und einen Durchmesser von 2,5 bis 4 Zentimeter auf. An den Hüllblättern befindet sich ein häutiges, rundliches, geschlitztes Anhängsel. Die Pappusstrahlen sind gefiedert.
Die Blütezeit reicht von Juni bis Juli.
Die Chromosomenzahl beträgt 2n = 18, 22 oder 26.

## Vorkommen
Der Zapfenkopf kommt im westlichen und zentralen Mittelmeergebiet in Felsgebüschen in Höhenlagen von 0 bis 1600 Meter vor. Er ist meist auf Silikatgestein zu finden.

## Systematik
Der Zapfenkopf umfasst folgende Unterarten:
- Rhaponticum coniferum (L.) Greuter subsp. coniferum: Sie kommt vor in Portugal, Spanien, Andorra, Frankreich, Korsika, Italien, Sardinien, Sizilien, auf den Balearen, in Marokko, Algerien und Tunesien.[3]
- Rhaponticum coniferum subsp. berardioides (Batt.) Greuter (Syn.: Leuzea berardioides Batt., Leuzea font-queri Sauvage, Rhaponticum font-queri (Sauvage) Hidalgo): Sie kommt nur in Marokko vor.[3]

## Nutzung
Der Zapfenkopf wird selten als Zierpflanze in Steingärten genutzt.